# One and One
Ne doit pas être confondu avec 1&1 IONOS.
Singles de Robert Miles
Fable
(1996) Freedom
(1997)
One and One est une chanson écrite par Billy Steinberg, Rick Nowels et Marie-Claire D'Ubaldo. Elle fut initialement interprétée par la chanteuse polonaise Edyta Górniak. C'est toutefois sa reprise de style dream trance, produite par Robert Miles en featuring avec Maria Nayler (en), qui connut une diffusion et un succès international, d'abord sur son album studio Dreamland (1996), puis en single.
Le single a atteint la première de plusieurs hits-parade et recensements dont l'European Hot 100 Singles, l'Ultratop 50 (partie Flandre), la Musica e dischi, The Official Charts Company ou encore l'Hot Dance Club Songs.